# Schalkau
Schalkau é uma cidade da Alemanha localizada no distrito de Sonneberg, estado da Turíngia.
A cidade de Schalkau é a Erfüllende Gemeinde (português: municipalidade representante ou executante) do município de Bachfeld.

## Demografia
Evolução da população (habitantes em 31 de dezembro de cada ano):
| - 1994: 3765 - 1995: 3730 - 1996: 3689 - 1997: 3654 - 1998: 3689 - 1999: 3500 - 2000: 3498 | - 2001: 3481 - 2002: 3463 - 2003: 3415 - 2004: 3417 - 2005: 3367 - 2006: 3338 - 2007: 3390 |

 Fonte a partir de 1994: Thüringer Landesamt für Statistik